# Missão Basileia
A Missão Basileia ou Missão Basel (MB) (em alemão: Basler Mission) foi uma sociedade missionária interdenominacional, criada em 1815, em Basileia, responsável pelo envio de missionários para a África e Ásia.
A MB foi responsável pelo estabelecimento de várias denominações protestantes, tais como a Igreja Presbiteriana do Gana, Igreja Evangélica de Camarões, Igreja Presbiteriana em Camarões e Igreja Presbiteriana em Ruanda.
Em 2001 a sociedade missionária foi dissolvida e fundida a outras organizações missionárias para fundar a atual Missão 21.